# نویتا
نویتا ( ش. ۳۵۷–۳۶۳) یک رهبر نظامی رومی و از مقامات امپراتوری روم بود. حرفه او ارتباط تنگاتنگی با امپراطور ژولیان دارد. او استاد سواره نظام بود و در سال ۳۶۲ به عنوان کنسول خدمت کرد.

## زندگینامه
نویتا برای اولین بار در مورد نبرد علیه آلامانی‌ها که در سال ۳۵۷ منطقه ریشیه را غارت می کردند، ذکر شده است. رومیان توسط بارباتیو رهبری می شدند و آمیانوس مارسلینوس می نویسد که "نویتا، فرمانده یک لشکر سواره نظام و پس از آن کنسول، حضور داشت و مردانه رفتار کرد."  در سال ۳۶۱ ژولیان نویتا را به رتبه فرمانده سواره نظام ارتقا داد. 
هنگامی که ژولیان تصمیم گرفت در تلاش برای کسب قدرت علیه کنستانسیوس حرکت کند، نویتا یکی از دو ژنرال او بود و دیگری جوینوس بود. بخش عمده‌ای از نیروی ژولیان بین این دو تقسیم شد. وظیفه نویتا این بود که ارتش خود را از طریق ریشیه رهبری کند و سپس از گذرگاه سوچی محافظت کند، در نتیجه از عقب ژولیان در حالی که سزار به سمت قسطنطنیه حرکت می‌کرد محافظت می‌کرد. 
هنگامی که امپراتور ژولیان دادگاهی را در کلسدون برای محاکمه کسانی که در افراط و تفریط دولت قبلی دخیل بودند تشکیل داد، نویتا به عنوان یکی از قضات منصوب شد.  در ژانویه ۳۶۲ او به عنوان کنسول همراه با کلودیوس مامرتینوس منصوب شد.  سال بعد نویتا ژولیان را در لشکرکشی به ایران همراهی کرد . با مرگ امپراتورش، دیگر هیچ اشاره ای به نویتا نمی شود.

## یادداشت
1. ↑  Ammianus Marcellinus, XVII.6.3
2. ↑  Ammianus Marcellinus, XXI.8.1
3. ↑  Polymnia Athanassiadi, Julian, an Intellectual Biography, London: Routledge, 1981/1992, pp. 78, 82
4. ↑  Ammianus Marcellinus, XXII.3.1
5. ↑  Ammianus Marcellinus, XXII.7.1